# Szlichtyngowa
Szlichtyngowaⓘ (em alemão: Schlichtingsheim) é um município no oeste da Polônia. Pertence à voivodia da Lubúsquia, no condado de Wschowa. É a sede da comuna urbano-rural de Szlichtyngowa, próximo ao rio Óder.
Entre 1975 e 1998, a cidade pertenceu administrativamente à voivodia de Leszno. Szlichtyngowa está localizada na histórica Grande Polônia. Estende-se por uma área de 1,6 km², com 1 258 habitantes, segundo o censo de 31 de dezembro de 2021, com uma densidade populacional de 786,3 hab./km².

## História

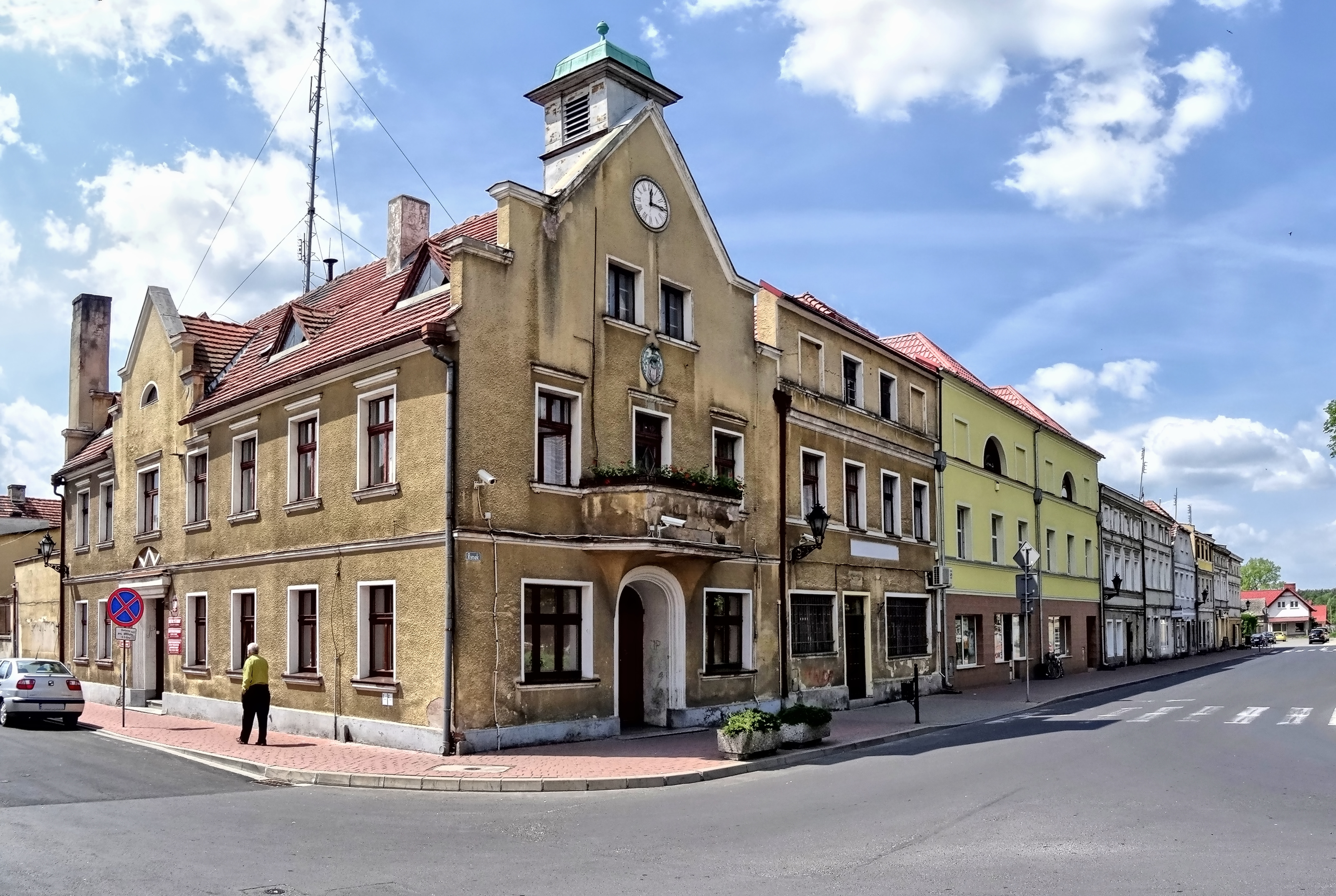
Prefeitura e Conselho Municipal

A cidade foi fundada na propriedade por um membro da Irmandade polonesa, Jan Jerzy Szlichtyng, que em 1644 obteve do rei Ladislau IV Vasa o privilégio de fundação para a cidade então conhecida como Schlichtinkowo. Como muitas outras cidades fundadas na Grande Polônia naquela época, Szlichtyngowa baseou seu desenvolvimento na imigração de refugiados protestantes da Silésia, perseguidos pelos Habsburgos católicos. Por esse motivo, desde seu início até 1945, a cidade teve um caráter cultural e étnico predominantemente alemão. Szlichtyngowa funcionava como um centro de artesanato e, desde 1653, havia um armazém de linho para exportação.
Com a Segunda Partição da Polônia em 1793, a cidade ficou sob o domínio prussiano, tornando-se temporariamente parte do Ducado de Varsóvia (1807–1815). Em 1906. Szlichtyngowa recebeu uma conexão ferroviária para Góra e Głogów. Por motivos étnicos, o Tratado de Versalhes não devolveu Szlichtyngowa à Polônia após a Primeira Guerra Mundial. Em 1 de fevereiro de 1945, a cidade foi ocupada pelas tropas soviéticas. Uma administração polonesa foi estabelecida em Szlichtyngowa, a população da cidade foi deslocada para a Alemanha e substituída por colonos poloneses.
Em 1992, a conexão ferroviária com a cidade foi removida. Em 1995, a igreja em estilo enxaimel do século XVII foi incendiada. A cidade é um centro comercial e de serviços da região agrícola e de extração de gás natural na área.

## Demografia
Conforme os dados do Escritório Central de Estatística da Polônia (GUS) de 31 de dezembro de 2022, Szlichtyngowa é uma cidade muito pequena com uma população de 1 261 habitantes (43.º na voivodia da Lubúsquia e 949.º na Polônia), tem uma área de 1,55 km² (43.º, a menor área na voivodia da Lubúsquia e 958.º lugar na Polônia) e uma densidade populacional de 813,55 hab./km² (21.º lugar na voivodia da Lubúsquia e 410.º lugar na Polônia). Nos anos 2002–2021, o número de habitantes diminuiu 5,4%.
Os habitantes de Szlichtyngowa constituem cerca de 3,29% da população do condado de Wschowa, constituindo 0,13% da população da voivodia da Lubúsquia.
| Descrição                         | Total      | Total    | Mulheres   | Mulheres | Homens     | Homens   |
| --------------------------------- | ---------- | -------- | ---------- | -------- | ---------- | -------- |
| unidade                           | habitantes | %        | habitantes | %        | habitantes | %        |
| população                         | 1 261      | 100      | 633        | 50,2     | 628        | 49,8     |
| área                              | 1,55 km²   | 1,55 km² | 1,55 km²   | 1,55 km² | 1,55 km²   | 1,55 km² |
| densidade populacional (hab./km²) | 813,55     | 813,55   | 408,40     | 408,40   | 405,15     | 405,15   |

## Monumentos históricos
O registro provincial de monumentos inclui:
- Planejamento urbano e complexo de edifícios
- Casa, rua Polna, 2, do século XVIII/XIX
- Casas — casas geminadas, praça principal 7, 11, 13, 19, 20, 36, 37, do século XVIII/XIX
- Koźlak (moinho de vento)

Outros monumentos:
- Igreja da Exaltação da Santa Cruz.
- Cocheira do vicariato, da primeira metade do século XIX
- Torre do sino do século XVII ao XVII
- Cemitério judeu

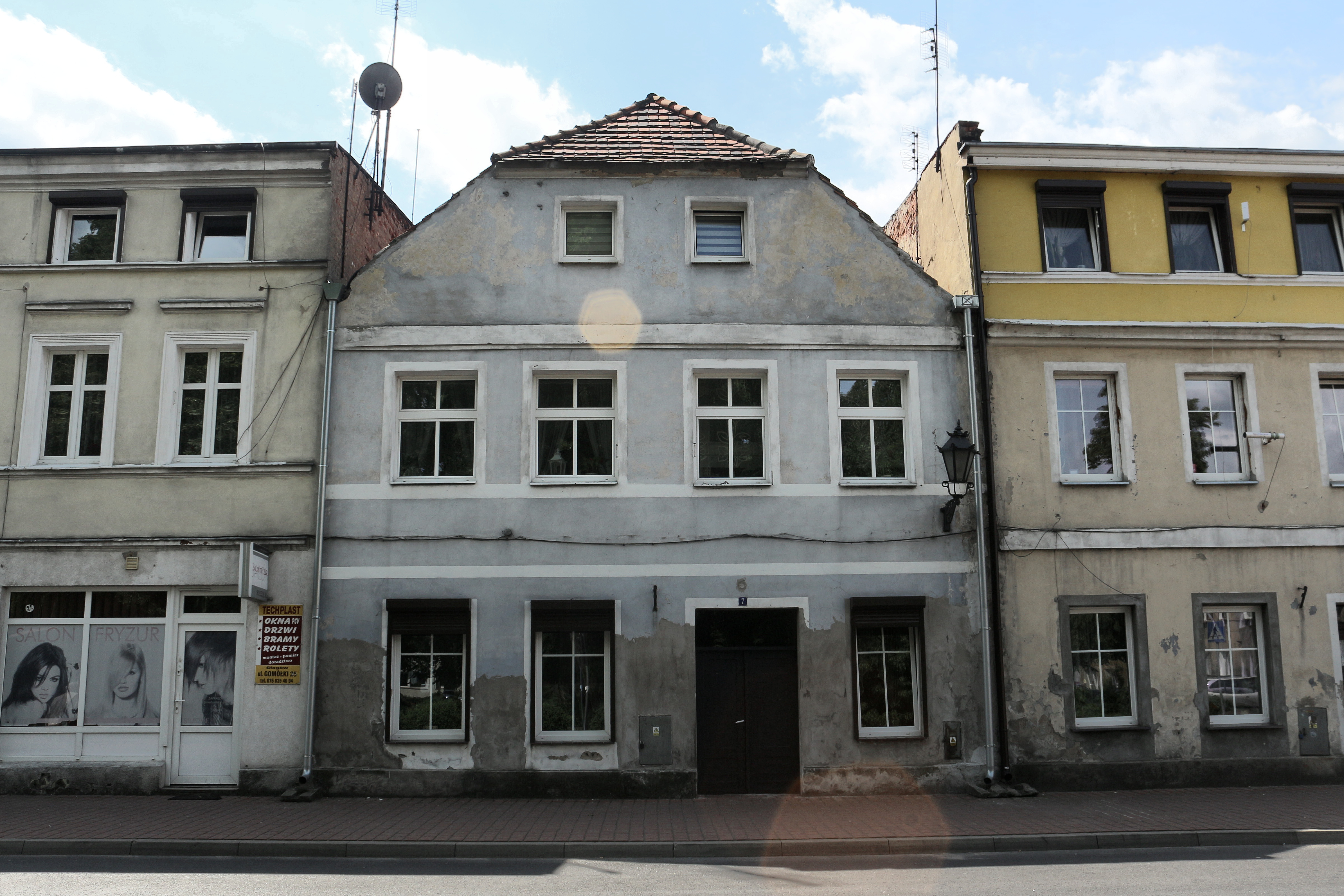
Casa geminada — praça do mercado, 7
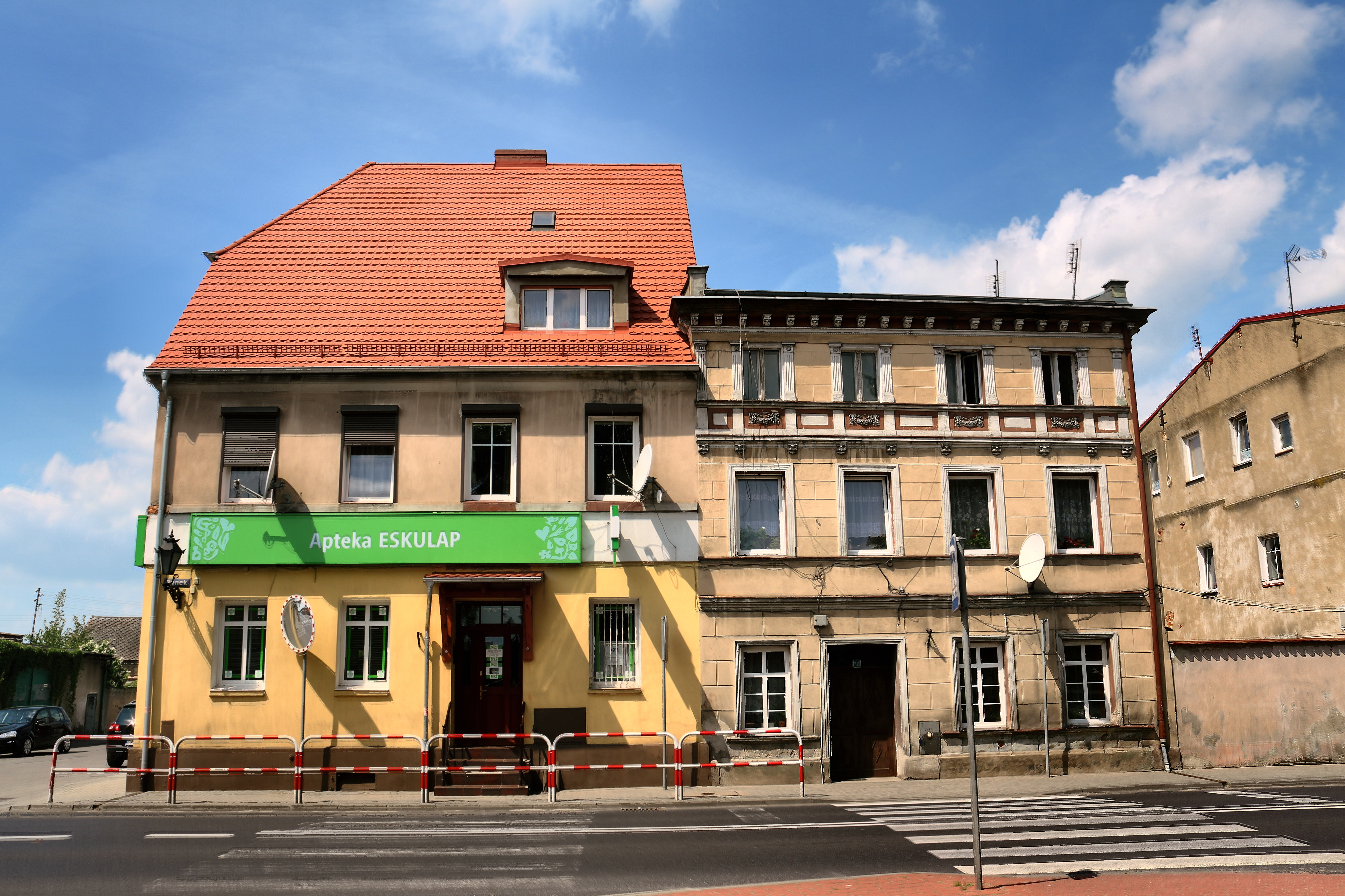
Casas geminadas — praça do mercado, 11, 12
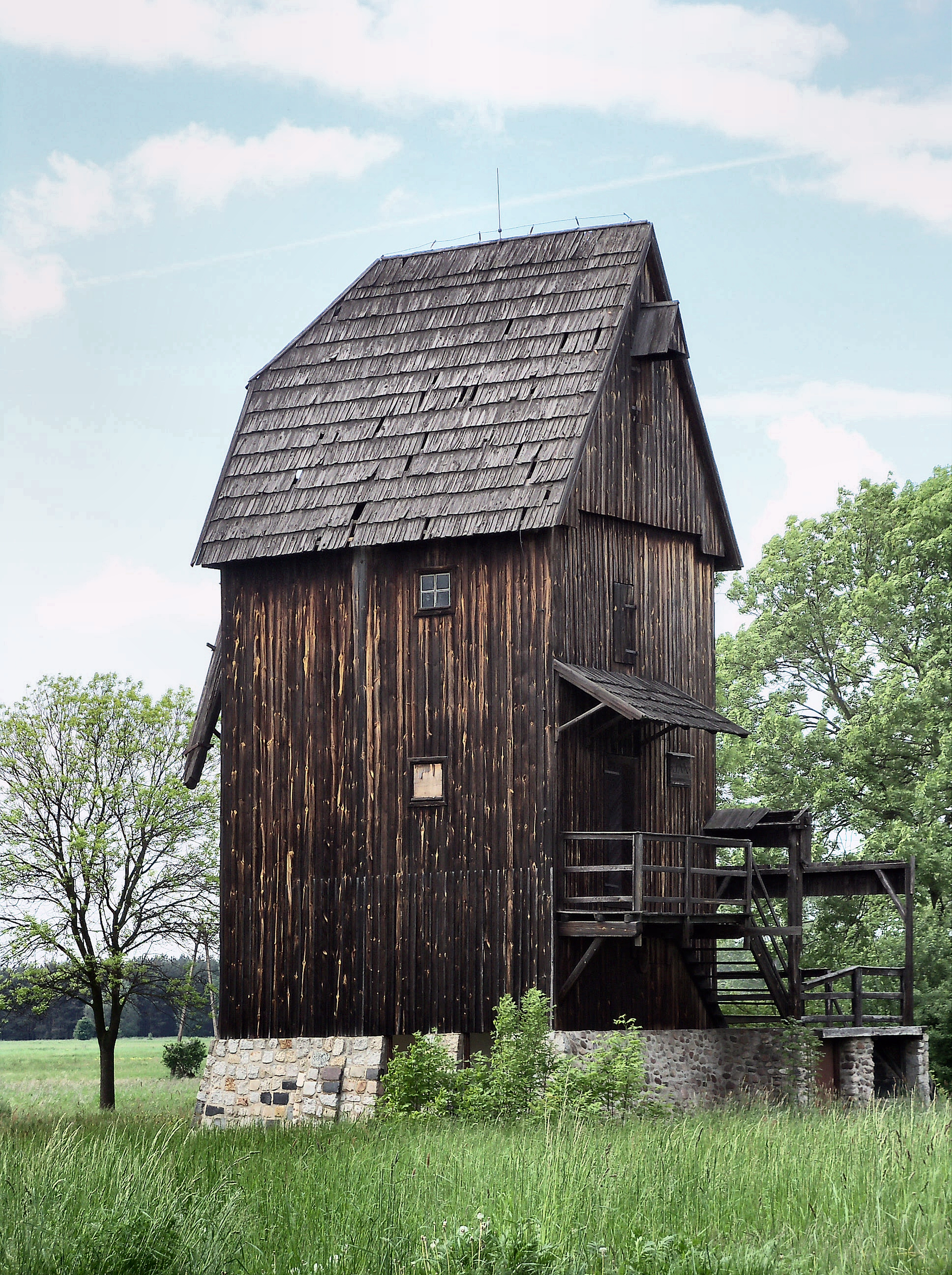
Moinho de vento
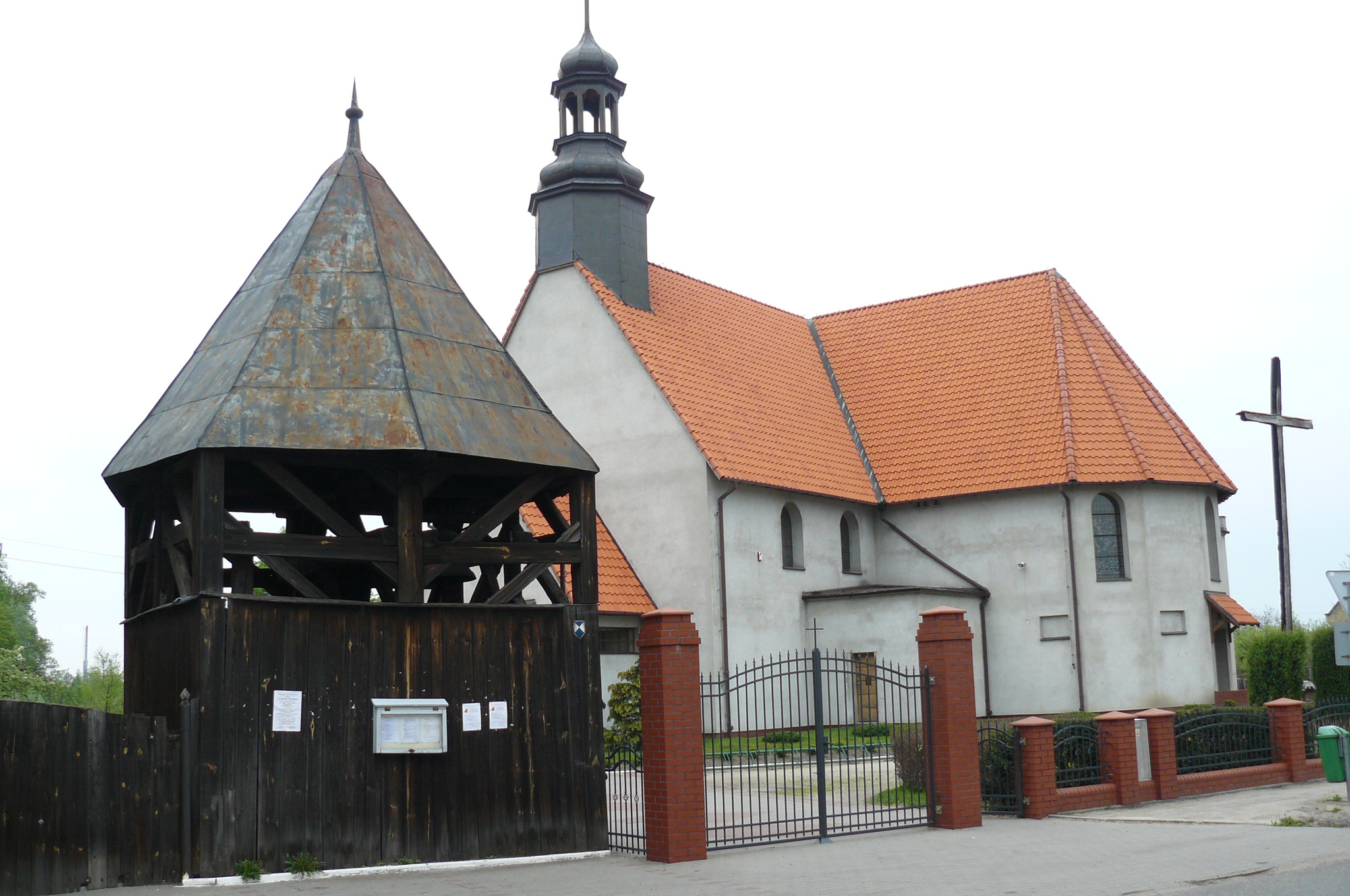
Igreja da Exaltação da Santa Cruz do século XVII, reconstruída após um incêndio em 1995

## Transportes

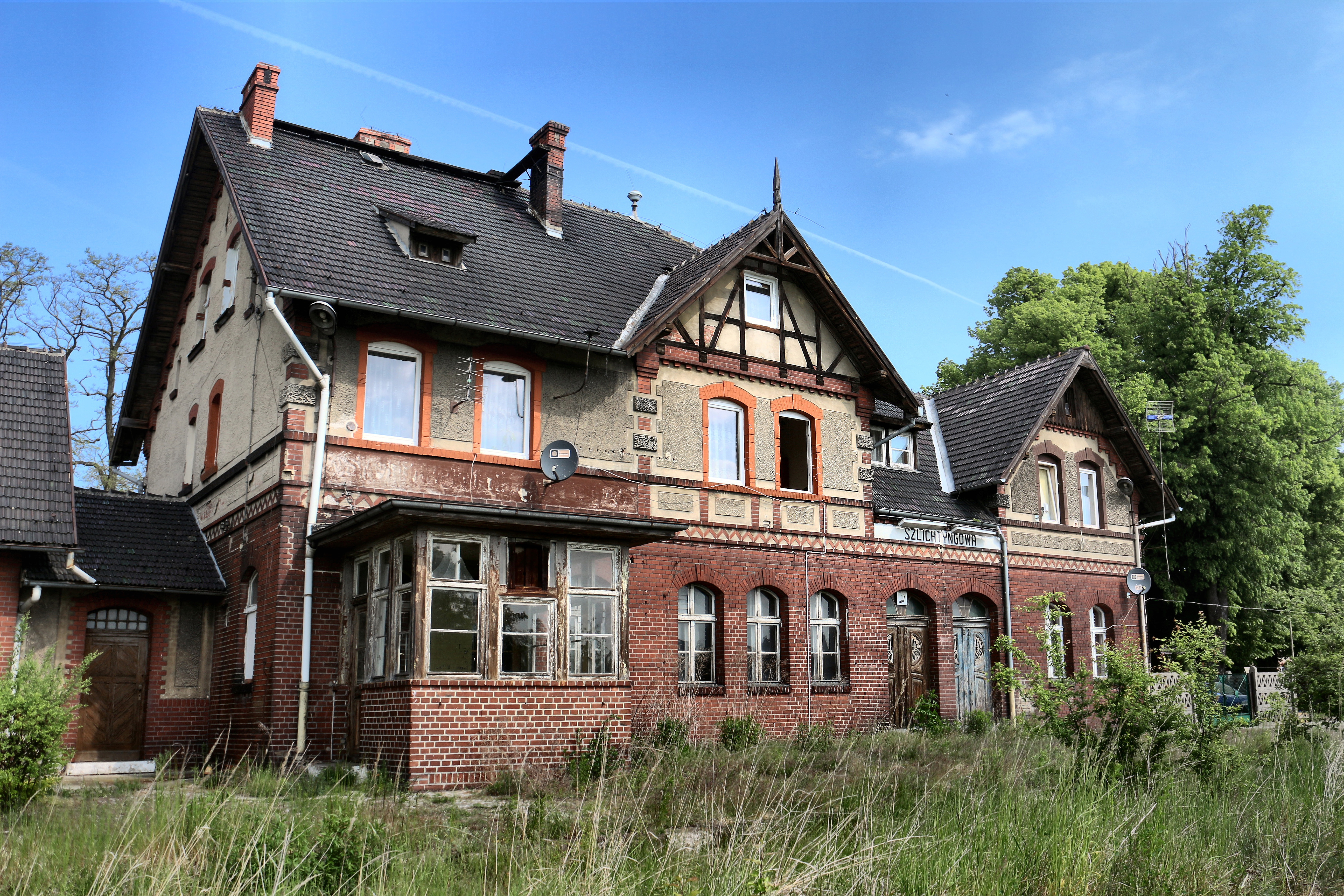
Estação ferroviária

Entroncamento de estradas. As estradas nacionais e provinciais se cruzam na cidade:
- Estrada nacional n.º 12: Łęknica — Żary — Szlichtyngowa — Kalisz — Radom — Lublin — Dorohusk
- Estrada provincial n.º 324: Szlichtyngowa — Góra — Rawicz

## Educação

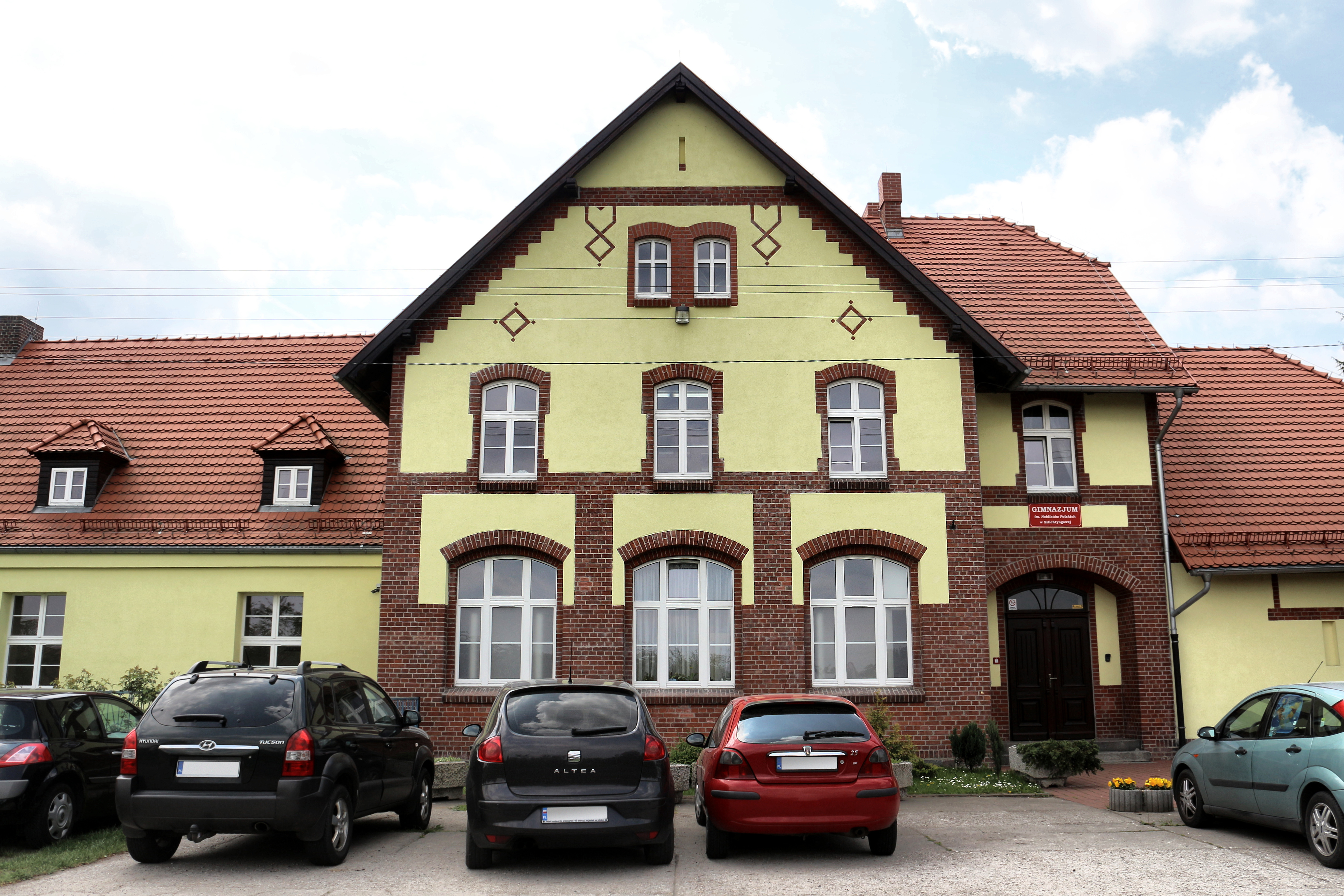
Antigo prédio do ginásio

- Jardim de infância municipal “Ursinho de pelúcia”, rua Daszyńskiego 16[9]
- Escola de ensino fundamental João Paulo II, rua Daszyńskiego 16[10]

## Cultura e arte
- Eventos culturais:
  - Virtus Volley Cup[11] — um dos maiores torneios de mini-vôlei para meninas da Polônia
  - Corrida Internacional de Szlichtyngowa[12]
- Organizações culturais:
  - Associação do Grupo Virtus

## Esportes
Clubes esportivos:
- Virtus Volley Szlichtyngowa (vôlei feminino) — campeã da voivodia da Lubúsquia em vôlei para cadetes femininas (2009) — vice-campeão da voivodia da Lubúsquia em vôlei feminino júnior (2009) — vice-campeão da voivodia da Lubúsquia na categoria de alunos da quinta série do ensino fundamental (2009) — medalhista de bronze da voivodia da Lubúsquia na categoria de escolas primárias do sexto ano (2009) — campeão da voivodia da Lubúsquia na categoria da quinta série do ensino fundamental (2008).[13]
- Clube Esportivo Municipal “Orzeł” Szlichtyngowa — um clube de futebol fundado em 1997, que joga na classe A.[14]